# Medalha de Dedicação
A Medalha de Dedicação (em chinês:  勞績獎章) é uma condecoração macaense, atribuída desde 2001 pelo governo da Região Administrativa Especial de Macau, em reconhecimento às contribuições significativas pela dedicação nas funções públicas da Região Administrativa Especial de Macau da República Popular da China.

## Lista de galardoados
| Ano  | Galardoados                                                                                                |
| ---- | --- |
| 2001 | U Chi Chai                                                                                                 |
| 2001 | Lam Su Meng                                                                                                |
| 2001 | Amâncio da Silva Nunes                                                                                     |
| 2002 | Estela Ma                                                                                                  |
| 2002 | Deolinda Maria Nilda Siqueira das Dores                                                                    |
| 2003 | Fong Soi Tong                                                                                              |
| 2003 | Lou Sau Ian                                                                                                |
| 2003 | Carlos Roldão Lopes                                                                                        |
| 2004 | Pedro Amado Vizeu                                                                                          |
| 2004 | Kong Iun Choi                                                                                              |
| 2004 | Banda de Música do Corpo de Polícia de Segurança Pública                                                   |
| 2005 | Cheang Kuok Keong                                                                                          |
| 2006 | António Milton Esteves Ferreira                                                                            |
| 2006 | Wong Wai Kun                                                                                               |
| 2006 | Kuan Peng Fei                                                                                              |
| 2007 | Franky Lei Chi Leong                                                                                       |
| 2007 | Kuok Chi Keong                                                                                             |
| 2007 | Guo Huan Huan                                                                                              |
| 2007 | Kuan Kun Fan                                                                                               |
| 2007 | Centro de Atendimento e Informação ao Público da Direção dos Serviços de Administração e Função Pública    |
| 2008 | Gloria Batalha Ung                                                                                         |
| 2008 | Iu Vai Pan                                                                                                 |
| 2008 | Liu Pan In                                                                                                 |
| 2009 | António Viseu                                                                                              |
| 2009 | Kou Peng Keong                                                                                             |
| 2009 | Leuong Hio Ming                                                                                            |
| 2009 | Serviços de Protocolo e Relações Públicas dos Serviços de Apoio da Sede do Governo                         |
| 2010 | Lei Kin Fong                                                                                               |
| 2010 | Chan Vicente Man Chung                                                                                     |
| 2011 | Ho Tin Ka                                                                                                  |
| 2011 | Manuela Teresa Sousa Aguiar                                                                                |
| 2011 | Chan Ioc Chan                                                                                              |
| 2012 | Ho Si Lo                                                                                                   |
| 2012 | Iao Teng Fong                                                                                              |
| 2013 | Serviços de Zonas Verdes e Jardins do Instituto para os Assuntos Cívicos e Municipais                      |
| 2013 | Cheang Mui Leng                                                                                            |
| 2013 | Lam Wai Hou                                                                                                |
| 2013 | Wong I Lin                                                                                                 |
| 2014 | José Chu                                                                                                   |
| 2014 | Chan Wai Pan                                                                                               |
| 2014 | Fong Iek Seng                                                                                              |
| 2014 | Au Ning Kin                                                                                                |
| 2014 | Leong Kok Kin                                                                                              |
| 2015 | Rita Botelho dos Santos                                                                                    |
| 2015 | Kong Chio Wa                                                                                               |
| 2015 | Lam Wai Leng                                                                                               |
| 2015 | Ng Lai Seong                                                                                               |
| 2015 | Fernanda Maria Fragoso Canário Peixoto Alves Cardoso                                                       |
| 2015 | Lei Hok Meng                                                                                               |
| 2016 | Maria do Céu Dourado Amorim da Silva Hung                                                                  |
| 2016 | Vicente João Monteiro                                                                                      |
| 2016 | Porfírio Zeferino de Sousa                                                                                 |
| 2017 | Equipa de fiscalização do Centro de Segurança Alimentar do Instituto para os Assuntos Cívicos e Municipais |
| 2017 | Sou Tim Peng                                                                                               |
| 2017 | Lao Wai Han                                                                                                |
| 2018 | Chio U Lok                                                                                                 |
| 2018 | Vong Se Peng                                                                                               |
| 2018 | Ngou Kuok Lim                                                                                              |
| 2018 | Tang Kwong Yui                                                                                             |
| 2019 | Chan Kin Kuong                                                                                             |
| 2019 | António Manuel Pereira                                                                                     |
| 2019 | Rui Pedro de Carvalho Peres do Amaral                                                                      |
| 2020 | Departamento de Higiene Ambiental e Licenciamento do Instituto para os Assuntos Municipais                 |
| 2020 | Departamento de Segurança Alimentar do Instituto para os Assuntos Municipais                               |
| 2020 | Fong Hou In                                                                                                |